# Krzysztof Bielecki (prozaik)
Krzysztof Bielecki (ur. 5 maja 1960 w Płocku) – polski prozaik.
Ukończył filologię polską na Uniwersytecie Łódzkim. Debiutował w 1980 r. na łamach miesięcznika „Nowy Wyraz” jako prozaik. Od lat publikuje w „Twórczości”. Laureat nagród literackich: im. Wyspiańskiego, Piętaka, Gall.

## Utwory
- Nie ma czarów, nie ma aniołów (opowiadania, 1987)
- Fistaszek, czyli nadzwyczajna księga czynów Fistaszka oraz dziwów arcygłupich. Powieść tylko dla dorosłych (1987)
- End and Fin Company (1992)
- Gagatek a sprawa polska (2005)
- Przepaść (2014)
- Nóż (2019)
- Zsunęła się z krzesła Ciennik (2023)